# 発表
| ウィキペディアには「発表」という見出しの百科事典記事はありません（タイトルに「発表」を含むページの一覧/「発表」で始まるページの一覧）。 代わりにウィクショナリーのページ「発表」が役に立つかもしれません。 |